# Narimán Alíyev
Narimán Ridvanovich Aliyev (en ucraniano: Наріман Рідьванович Алієв; en tártaro de Crimea: Nariman Ridvan oğlu Aliyev; Petrivka, 15 de diciembre de 1992) es un director y guionista ucraniano de etnia tártaro de Crimea que fue ganador del Premio Nacional de la Crítica de Cine "Kinokolo" 2019 a Mejor Director y a Mejor Película. También fue nombrado Artista de Honor de Ucrania (2020).

## Biografía
Alíyev nació el 15 de diciembre de 1992 en el pueblo de  Petrivka del raión de Krasnogvardiske de la República Autónoma de Crimea. En 2009 se graduó de la escuela secundaria nº1 de Petrivka y en 2013 se licenció en dirección de cine y televisión en el Instituto de Artes Visuales del taller de Oleh Fialko. En 2014 recibió un diploma de especialista en dirección de televisión de la Universidad Nacional de Teatro, Cine y TV de Kiev. También fue autor y presentador del podcast "Mincultpryvit", que empezó a practicar el ucraniano hablado.
Es miembro de la Academia de Cine de Ucrania desde 2017, miembro de la Academia de Cine Europeo desde 2019 y del Consejo Público del Comité Óscar de Ucrania desde 2019.
En 2016, fue nominado al Oso de Cristal del Festival Internacional de Cine de Berlín por su cortometraje Sin ti. El primer largometraje de Narimán Alíyev, Evge (2019), se proyectó en la sección Un certain regard del 72º Festival de Cannes.
El director participa activamente en la creación y popularización de un nuevo proyecto llamado "ORTALAN", con un tema tangencial a la historia de los tártaros de Crimea. Tras la invasión rusa de Ucrania, Narimán participó desde los primeros días en la recaudación de fondos para necesidades humanitarias.

## Filmografía
En sus cortometrajes trabajó únicamente con actores no profesionales, la mayoría de ellos familiares suyos. Sus padres, Ridvan Alíyev y Gulzhiyan Alíyev, también son los productores de todos sus cortometrajes.Los tres cortometrajes de Narimán Alíyev Vuelta al Amanecer, Te amo y Sin ti forman la trilogía Historias crimeas. 
- Vuelta al Amanecer (en tártaro de Crimea: Tan Atqanda Qaytmaq; 2013): director, guionista, camarógrafo, montaje, productor
- Dima (2013): operador, edición
- Te amo (en tártaro de Crimea: Seni Sevem; 2014): director, guionista, camarógrafo, montaje, productor
- Negro (en azerí: Qara; 2014): instalación.
- Hijo (2014): operador.
- Sin ti (en tártaro de Crimea: Sensiz; 2016): director, guionista, camarógrafo, montaje, productor. El cortometraje está dedicado al hermano del director, Erfán Selímov, que murió en un accidente automovilístico en 2010.[11]
- De vuelta a casa (en tártaro de Crimea: Evge; 2019): director, guionista.

El director es seguidor de los trabajos de Jean-Luc Godard y Woody Allen.